# ليام ماهوني
ليام ماهوني هو لاعب كرة القدم الكندية كندي، ولد في 13 ديسمبر 1987 في لا شين في كندا.